# Streptopelia
Streptopelia és un gènere d'ocells de la família dels colúmbids (Columbidae).

## Llista d'espècies
Aquest gènere està format per 15 espècies:
- tórtora de doble collar (Streptopelia bitorquata).
- tórtora del Cap (Streptopelia capicola).
- tórtora turca (Streptopelia decaocto).
- tórtora ploranera (Streptopelia decipiens).
- tórtora de les Filipines (Streptopelia dusumieri).
- tórtora d'Adamaua (Streptopelia hypopyrrha).
- tórtora fosca (Streptopelia lugens).
- tórtora rogenca (Streptopelia orientalis).
- tórtora de Reichenow (Streptopelia reichenowi).
- tórtora rosa i grisa (Streptopelia roseogrisea).
- tórtora ullvermella (Streptopelia semitorquata).
- tórtora capgrisa (Streptopelia tranquebarica).
- tórtora eurasiàtica (Streptopelia turtur).
- tórtora vinosa (Streptopelia vinacea).
- tórtora birmana (Streptopelia xanthocycla).